# Мичково (Владимирская область)
Мичково — деревня в Селивановском районе Владимирской области России, входит в состав Малышевского сельского поселения.

## География
Деревня расположена в 15 км на юг от центра поселения села Малышево и в 35 км на юго-запад от райцентра рабочего посёлка Красная Горбатка.

## История
В конце XIX — начале XX века деревня входила в состав Драчевской волости Меленковского уезда, с 1926 года — в составе Муромского уезда. В 1859 году в деревне числилось 21 дворов, в 1905 году — 41 дворов, в 1926 году — 74 дворов.
С 1929 года деревня являлась центром Мичковского сельсовета Селивановского района, с 1954 года — в составе Никулинского сельсовета, с 1961 года — в составе Драчевского сельсовета, с 2005 года — в составе Малышевского сельского поселения.

## Население
| 1859 | 1905 | 1926 | 2002 | 2010 | 2021 |
| ---- | ---- | ---- | ---- | ---- | ---- |
| 156  | ↗208 | ↗314 | ↘4   | ↘0   | →0   |